# 14790 Beletskij
14790 Beletskij eller 1970 OF är en asteroid i huvudbältet som upptäcktes den 30 juli 1970 av den ryska astronomen Tamara Smirnova vid Krims astrofysiska observatorium på Krim. Den har fått sitt namn efter matematikern och fysikern Vladimir Beletskij.
Asteroiden har en diameter på ungefär tio kilometer.